# زارچنویه (آستراخان)
زارچنویه (به لاتین: Zarechnoye) یک منطقهٔ مسکونی در روسیه است که در استان آستراخان واقع شده‌است.